# Rémilly (Mosela)
Rémilly é uma comuna francesa na região administrativa de Grande Leste, no departamento de Mosela. Estende-se por uma área de 18,94 km², com 1 813 habitantes, segundo os censos de 1999, com uma densidade de 95 hab/km².